# 「階段島」シリーズ
「階段島」シリーズ （「かいだんとう」シリーズ）は、河野裕による日本の小説のシリーズ。イラストは越島はぐが担当している。2014年9月から2019年5月まで、新潮文庫nex（新潮社）より刊行された。2019年9月時点でシリーズ累計発行部数は100万部を突破している。

## 概要
「心を穿つ青春ミステリ」と銘打たれた本シリーズは、「捨てられた」人間が行き着く謎の孤島「階段島」で主人公の男子高校生・七草が幼馴染の真辺由宇と有り得ない再会を果たしたことで始まる青春ミステリ小説である。2014年9月、シリーズ第1作の『いなくなれ、群青』が新潮文庫の新サブレーベル「新潮文庫nex」の初回配本として刊行され、以後、続刊がほぼ年1回のペースで発表され、2019年5月に全6巻で完結した。著者の河野裕にとっては、『サクラダリセット』、『つれづれ、北野坂探偵舎』に続く小説のシリーズである。
本シリーズは「新潮文庫nex」の人気シリーズであり、「新潮文庫nex総選挙2015」では第1位、「新潮文庫nex総選挙2016」の「男性に支持された本 ベスト3」では第2位、「2017nex甲子園」の売上累計部教ランキングで第1位に選ばれている。また、2015年、シリーズ第1作の『いなくなれ、群青』が第8回大学読書人大賞を受賞、翌2016年には、本シリーズが第2回SUGOI JAPAN Award（エンタメ小説部門）で第2位に選出された。
本シリーズは、小説以外のメディアにも展開している。2016年6月、加藤拓也脚本・演出、宮崎翔太、中山絵梨奈らの出演でシリーズ第1作の演劇版『いなくなれ、群青』が上演された。また、2018年4月より、「階段島」シリーズの漫画版『いなくなれ、群青 Fragile Light of Pistol Star』（兎月あい作画）がスクウェア・エニックスの漫画雑誌『月刊Gファンタジー』にて連載が開始された。2019年4月から第1作目の『いなくなれ、群青』の漫画版（京一作画）がKADOKAWAの漫画雑誌『月刊コンプエース』にて連載が開始された。同年9月には柳明菜監督、横浜流星主演の映画が公開された。

## 登場人物
七草（ななくさ）
主人公。柏原第二高等学校の男子生徒。一年生。悲観的な思考の持ち主。
階段島で平穏な生活を送っていたが、真辺由宇との思いがけない再会をきっかけに島の謎や様々な事件に関わることになる。
真辺 由宇（まなべ ゆう）
柏原第二高等学校に転入した女子生徒。一年生。七草の幼馴染。
裏表のない純粋な理想主義者ゆえに、人間関係では孤立しがち。七草とは、中学二年の転校後、連絡を絶っていたが階段島で再会する。
堀（ほり）
柏原第二高等学校の女子生徒。一年生。
口数が極端に少ないが、七草に対しては週末に長い手紙を送っている。
佐々岡（ささおか）
柏原第二高等学校の男子生徒。一年生。快活な人物。
いつもイヤホンでゲームミュージックを聞いている。
水谷（みずたに）
柏原第二高等学校の女子生徒。一年生。クラス委員長。
相原 大地（あいはら だいち）
小学二年生。明るく素直で賢い少年。
階段島に「捨てられる」人間はどんなに幼くても中学生以上なので、異例な存在である。
時任（ときとう）
郵便局員。髪の長い女性。七草に対しては、初対面の頃から妙に馴れ馴れしい。
ナド
柏原第二高等学校の男子生徒。相手により自分の名前を変え、七草の前では「一〇〇万回生きた猫」を名乗る。本人不在のところでは「ナド」と呼ばれている。
トクメ先生（トクメせんせい）
柏原第二高等学校の女性教師。七草のクラス担任。顔を白い仮面で隠している。
安達（あだち）
高校一年生。「魔女」のことを調べている謎の少女。

## 用語
階段島（かいだんとう）
捨てられた人間が行き着く謎の島。本人には、島に来たときの記憶が無い。失くしたものを見つける以外に島を出る方法が無い。
島の山頂へ向かう階段の先には「魔女」が住む館がある、といわれている。
柏原第二高等学校（かしはらだいにこうとうがっこう）
七草や真辺らが通う高等学校。階段島唯一の高等学校だが、校名には「第二」が付く。
ピストル・スター
いて座の方向にあるピストル星雲の中にある恒星。発見された時点では、観測史上、最も明るい星だった。七草が好きな星。

## 演劇
2016年、シリーズ第1作『いなくなれ、群青』の演劇版が、東京都板橋区高島平にあるLIVESTAGE hodgepodgeにて上演された。上演期間は6月22日から同月26日までの5日間だった。若手演出家の加藤拓也が脚本・演出を担当し、出演者には、宮崎翔太、中山絵梨奈、森川彩香、八木ひなた（ぷちぱすぽ☆）らが起用された。

## 作品一覧
作品は、新潮社より新潮文庫のサブレーベル「新潮文庫nex」として刊行された。全6巻。書籍自体にはシリーズ名や巻数の表記が無い。表紙カバーには、英語タイトルが表記されている。全て文庫のための書下ろしである。
1. 『いなくなれ、群青』 2014年9月1日発行（同日発売[12]）、ISBN 978-4-10-180004-2
  - 英語タイトルは「go away, ultramarine」。
2. 『その白さえ嘘だとしても』 2015年6月1日発行（同日発売[13]）、ISBN 978-4-10-180034-9
  - 英語タイトルは「even if that white is a lie」。
3. 『汚れた赤を恋と呼ぶんだ』 2016年1月1日発行（同日発売[14]）、ISBN 978-4-10-180056-1
  - 英語タイトルは「love is a smeared scarlet」。
4. 『凶器は壊れた黒の叫び』 2016年11月1日発行（同日発売[15]）、ISBN 978-4-10-180080-6
  - 英語タイトルは「fatal damaged darkness」。
5. 『夜空の呪いに色はない』 2018年3月1日発行（同日発売[16]）、ISBN 978-4-10-180103-2
  - 英語タイトルは「colorless night sky curse」。
  - 一部書店の購入特典として掌編小説『河野裕 階段島シリーズ外伝掌編』「いつも、いくつもの言葉を塗りつぶしている」のペーパーが提供された[17]。
6. 『きみの世界に、青が鳴る』 2019年5月1日発行（同日発売[18]）、ISBN 978-4-10-180146-9
  - 英語タイトルは「I Hear Blue Within Me」。
  - 一部書店の購入特典として掌編小説『河野裕 階段島シリーズフェア特典掌編』「ラブレター」のペーパーが提供された[19]。

## 漫画
2018年2月、「階段島」シリーズの漫画化が発表された。漫画のタイトルは、シリーズ第1作『いなくなれ、群青』に基づき『いなくなれ、群青 Fragile Light of Pistol Star』となった。シナリオは原作者の河野裕による新規書下ろしであり、作画は兎月あいが担当した。同年4月18日発売のスクウェア・エニックスの漫画雑誌『月刊Gファンタジー』2018年5月号より連載が開始、2019年8月号にて最終回を迎えた。シナリオ担当の河野裕は、主人公・七草の視点から語られる原作の小説版と異なり、漫画版では複数の人物の視点から描く群像劇風に構成を変えた、と語っている。
- 河野裕（原作・シナリオ） / 越島はぐ（キャラクター原案） / 兎月あい（作画） 『いなくなれ、群青 Fragile Light of Pistol Star』 スクウェア・エニックス〈Gファンタジーコミックス〉、全3巻
  1. 2019年4月26日発売[24]、ISBN 978-4-7575-5901-1
  2. 2019年7月26日発売[25]、ISBN 978-4-7575-6219-6
  3. 2019年9月6日発売[26]、ISBN 978-4-7575-6277-6

2019年4月より、KADOKAWAの漫画雑誌『月刊コンプエース』においても漫画化されたが、こちらは『いなくなれ、群青』に限った内容である。作画は京一が担当。いなくなれ、群青#漫画 を参照。

## 映画
2019年9月6日公開。監督は柳明菜、主演は横浜流星。原作はシリーズ第1作『いなくなれ、群青』となっているが、映画には相原大地は登場せず、代わりにシリーズ第2作『その白さえ嘘だとしても』の豊川のエピソードが挿入されている 。